# Хан, Бисмилла Мохаммади
Бисмилла Хан Мохаммади (перс. بسم‌الله خان محمدی‎, тадж. Бисмиллоҳ Хон Муҳаммадӣ; род. 1961, Панджшер, Королевство Афганистан) — министр обороны Исламской Республики Афганистан, ранее был министром внутренних дел. На эту должность он был назначен 26 июня 2010 года президентом Афганистана — Хамидом Карзаем.

## Биография
Бисмилла Хан родом с Панджерского ущелья, по этнической принадлежности — таджик.
Ранее был начальником штаба Афганской национальной армии, эту должность он занимал с 2002 года. До падения режима талибов в 2001 году Бисмилла Хан был заместителем министра обороны Северного альянса. После взятия Кабула Северным альянсом Хан был назначен начальником полиции Кабула, а также членом Комиссии по безопасности Кабула.